# Francisco Umbral
Francisco Umbral, pseudònim de Francisco Alejandro Pérez Martínez (Madrid, 11 de maig de 1932 – Boadilla del Monte, 28 d'agost de 2007) fou un periodista, novel·lista, biògraf i assagista espanyol.

## Biografia

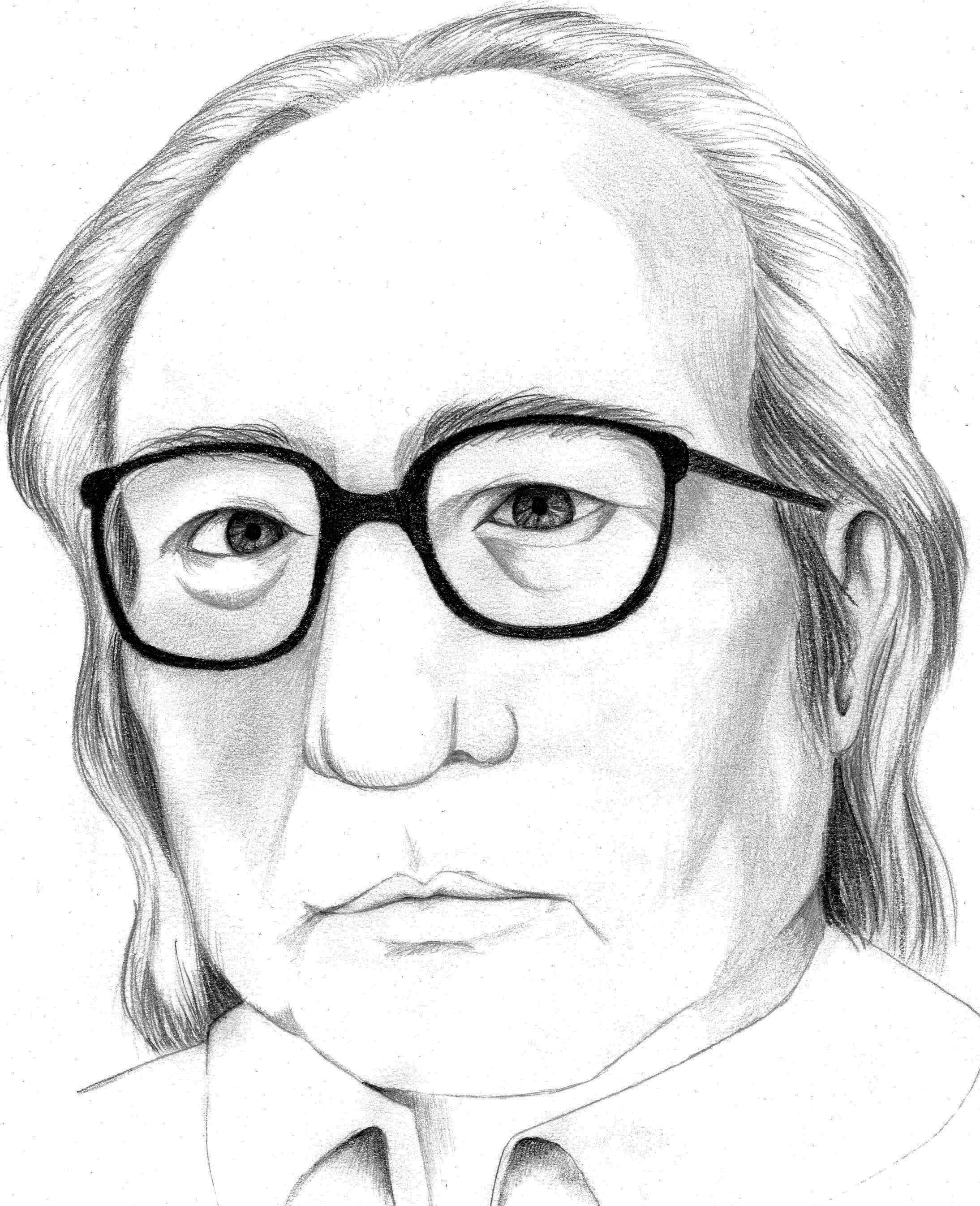
Francisco Umbral - Francisco Alejandro Pérez Martínez

Nasqué l'11 de maig de 1932 a Madrid, si bé va passar la major part de la infància prop de Valladolid. Malaltís de mena, fou escolaritzat als deu anys tot i que fou expulsat de l'escola l'any següent pel seu mal comportament. Tot i això, l'infant era una lector compulsiu i autodidacte de tota mena de literatura.
A Valladolid s'inicià en el món periodístic amb els seus escrits a la revista Cisne, i el 1958 passà a formar part del diari El Norte de Castilla gràcies a la promoció de Miguel Delibes. Posteriorment va treballar a la ràdio La voz de León i als diaris Proa i El Diario de León.
El 1961 va marxar a Madrid com a corresponsal i freqüentà la tertúlia del Café Gijón, on va fer amistat i fou protegit per Camilo José Cela, gràcies al qual publicà els seus primers llibres. Descriví aquests anys a La noche que llegué al café Gijón. En pocs anys es convertí, usant els pseudònims Jacobo Bernabéu i finalment Francisco Umbral, en un cronista i columnista de prestigi en revistes com La Estafeta Literaria, Mundo Hispánico (1970-1972), Ya, El Norte de Castilla, Por Favor, Siesta, Mercado Común, Bazaar (1974-1976), Interviú, La Vanguardia, etc., encara que fou conegut principalment per les seves columnes als diaris El País (1976-1988), Diario 16 (en el qual començà a escriure el 1988) i El Mundo, en el qual escrivia des de 1989 la secció Los placeres y los días. A El País va ser un dels cronistes que millor va saber descriure el moviment contracultural conegut amb el nom de la Movida madrileña. Alternà aquesta torrencial producció periodística amb una regular publicació de novel·les, biografies, cròniques i autobiografies testimonials.
El 1986 va ser candidat, al costat de José Luis Sampedro, a la butaca F de la Reial Acadèmia Espanyola de la Llengua, apadrinat per Camilo José Cela, Miguel Delibes i José María de Areilza, per a la qual fou finalment escollit Sampedro.
La seva qualitat literària ha estat donada per la seva fecunditat creativa, la seva sensibilitat lingüística i l'extrema originalitat del seu estil, molt impressionista, de sintaxi molt desimbolta, metafòricament complex i abundant, flexible per als matisos més esquius de l'actualitat, abundant en neologismes i al·lusions intertextuals d'una exigent qualitat lírica i estètica. Aquesta particularitat el feia especialment intraduïble i en conseqüència era un autor gairebé desconegut fora de l'àmbit hispànic. Francisco Umbral fou "un dels primers prosistes de la llengua espanyola del segle XX", segons Fernando Lázaro Carreter, i Miguel Delibes el qualificà, en el seu moment, com "l'escriptor més renovador i original de la prosa hispànica actual". Com a articulista practicà una espècie de costumisme antiburgès que no renunciava al jo més intensament romàntic i intentà donar al quotidià, en paraules de Novalis, la dignitat del desconegut, impregnant-se no poques vegades d'una desolada tendresa. Com a cronista polític Umbral feia gala, a més, d'una gran acidesa i mordacitat i d'una increïble intuïció per a captar l'epidermis oculta dels assumptes.
Entre els molts premis rebuts cal destacar-ne el Premi Nadal de novel·la de 1975, per la seva obra Las ninfas; el Premi de la Crítica de narrativa en castellà per Leyenda del César Visionario el 1992; el Premi de Periodisme Francisco Cerecedo de 1995, el Premi Príncep d'Astúries de les Lletres el 1996; el Premi Nacional de les Lletres Espanyoles el 1997 pel conjunt de la seva obra i, finalment, el Premi Cervantes l'any 2000, màxim guardó de les lletres castellanes. Així mateix fou finalista del Premi Planeta el 1985 per Pío XII, la escolta mora y un general sin un ojo. El 2001 va obtenir el Premi Card de l'Associació de Dones Periodistes de Catalunya.
L'any 2003 va sofrir una pneumònia que el va tenir a les portes de la mort i de la qual es va recuperar. Finalment va morir el 28 d'agost del 2007 a l'hospital de Montepríncipe, de la localitat de Boadilla del Monte (Madrid), d'una aturada cardiorespiratòria, als 75 anys.

## Obra publicada

### Narrativa
- Tamouré (1965)
- Balada de gamberros (1965)
- Travesía de Madrid (1966)
- Las vírgenes (1969)
- Si hubiéramos sabido que el amor era eso (1969)
- El Giocondo (1970)
- Las europeas (1970)
- Memorias de un niño de derechas (1972)
- Los males sagrados (1973)
- Mortal y rosa (1975)
- Las ninfas (1975, Premi Nadal de novel·la)
- Los amores diurnos (1979)
- Los helechos arborescentes (1980)
- La bestia rosa (1981)
- Los ángeles custodios (1981)
- Las ánimas del purgatorio (1982)
- Trilogía de Madrid (1984)
- Pío XII, la escolta mora y un general sin un ojo (1985)
- Nada en el domingo (1988)
- El día en què violé a Alma Mahler (1988)
- El fulgor de África (1989)
- Y Tierno Galván ascendió a los cielos (1990)
- Leyenda del César Visionario (1992, premi de la Crítica)
- Madrid, 1940 (1993)
- Las señoritas de Avignon (1995)
- Madrid 1950 (1995)
- Capital del dolor (1996)
- La forja de un ladrón (1997)
- Historias de amor y Viagra (1998)
- Los metales nocturnos (2003)
- Amado siglo XX (2007)

### Assaig i cròniques
- Diccionario para pobres (1977)
- Diccionario cheli (1983)
- La escritura perpetua (De Rubén Darío a Cela) (1989)
- Y Tierno Galván subió a los cielos (1990)
- El socialfelipismo: la democracia detenida (1991)
- La década roja (1993)
- Las palabras de la tribu (1994)
- Diccionario de literatura (1995),
- Madrid, tribu urbana (2000)
- Los alucinados (2001).
- Cela: un cadáver exquisito (2002)
- La República bananera USA (2002)
- ¿Y cómo eran las ligas de Madame Bovary? (2003)

### Biografies
- Larra, anatomía de un dandy (1965)
- Valle-Inclán (1968)
- Lorca, poeta maldito (1968)
- Lord Byron (1969)
- Miguel Delibes (1970)
- Lola Flores, sociología de la petenera (1971)
- Ramón y las vanguardias (1978)
- Valle-Inclán: los botines blancos de piqué (1997)

### Autobiografies
- La noche que llegué al café Gijón (1977),
- Memorias eróticas (Los cuerpos gloriosos) (1992)
- El hijo de Greta Garbo (1977)
- Días felices en Argüelles (2005)